# Lawrence Fertig
Lawrence W. Fertig (1898 - 1986) fue un ejecutivo de publicidad estadounidense, un periodista libertario y un comentarista económico. Fue el fundador de Lawrence Fertig & Company, una empresa de publicidad y marketing de la ciudad de Nueva York. La Institución Hoover mantiene un archivo de los documentos de Fertig en Stanford, California.
Después de obtener un título universitario de la Universidad de Nueva York, Fertig asistió a la Universidad de Columbia, donde completó una maestría en economía. Después de asistir a la conferencia de Bretton Woods en 1944 en nombre de los periódicos Scripps-Howard, Fertig escribió una columna semanal sindicada sobre asuntos financieros y políticos y continuó haciéndolo hasta el cierre de su diario de Nueva York, el World Journal Tribune, en 1967. Estaba en el consejo de administración de la publicación mensual de la Foundation for Economic Education, The Freeman.
Fertig escribió una columna semanal para el New York World-Telegram y el New York Sun. Fertig también escribió la oferta de publicaciones de 1961 de Regnery, Prosperity Through Freedom.

## Patrocinio de Ludwig von Mises
Fertig, fue miembro del consejo de administración de la NYU y fue fundamental para apoyar a su amigo Ludwig von Mises cuando el economista huyó de Europa a los Estados Unidos durante el ascenso del Tercer Reich. Fertig pagó parte del salario de Mises cuando Mises comenzó a enseñar en la alma mater de Fertig. Refiriéndose al profesor visitante de Mises en la Universidad de Nueva York, el economista Murray Rothbard dijo: "El apoyo de la Universidad de Nueva York a Mises fue a regañadientes, y solo se debió a que el ejecutivo de publicidad y ex alumno de la Universidad de Nueva York, Lawrence Fertig, un periodista económico y amigo cercano de Mises y Hazlitt, ejerció una influencia considerable en la universidad ".
El Instituto Mises, fundado en 1982 en honor a Ludwig von Mises, reconoce a Fertig por su papel decisivo en su creación y desarrollo. El instituto ofrece un Premio Conmemorativo Lawrence Fertig al autor cuyo trabajo "de mejores avances científicos de la economía en la tradición austriaca".